# Португальско-бразильское вторжение в Восточную полосу (1811)

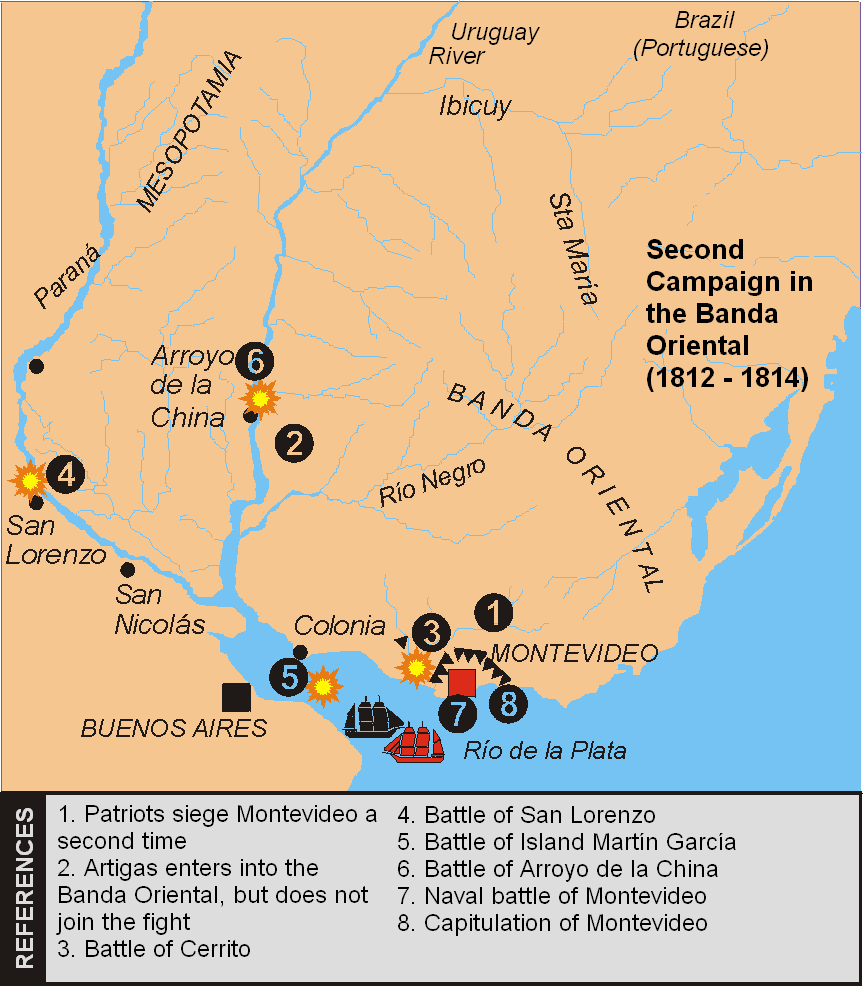
Боевые действия в 1811—1814 годах

Португа́льское вторже́ние 1811 го́да (исп. Invasión portuguesa de 1811), или Пе́рвая сисплати́нская кампа́ния (порт. Primeira campanha cisplatina) — боевые действия на территории современного государства Уругвай и прилегающих землях, происходившие в 1811—1812 годах. Участниками были Соединённое королевство Португалии, Бразилии и Алгарве и испанские роялисты с одной стороны, и силы бывших испанских колоний в Южной Америке — с другой.

## Предыстория
Тордесильясский договор предоставил Португалии право на территории в Южной Америке. Так как на местности трудно было определить, где именно проходит определённая договором линия разграничения между португальскими и испанскими владениями, то португальцы селились и западнее отведённой им договором зоны, что в итоге привело к спорам с Испанией относительно ряда территорий. Одной из таких зон стал район между рекой Уругвай и Атлантическим океаном (т. н. «Восточная полоса»), где португальцами в 1680 году была основана Колония-дель-Сакраменто. Для защиты своих владений в этом регионе Испанией в 1751 году было учреждено губернаторство Монтевидео, а в 1777 году был подписан договор в Сан-Ильдефонсо, согласно которому Восточная полоса закреплялась за Испанией.
В 1801 году по условиям Бадахосского договора Португалия получила Восточные миссии. Бегство в 1807 году португальской королевской семьи в Бразилию во время Наполеоновских войн подстегнуло португальский экспансионизм в направлении Ла-Платы. Когда в 1808 году Наполеон вынудил испанских Бурбонов отречься от престола, у португальцев родился амбициозный план: вместо того, чтобы претендовать только на восточную полосу, они предложили вице-королю Рио-де-ла-Платы Сантьяго де Линьерсу признать своим монархом испанскую инфанту Карлоту, которая была замужем за наследником португальского престола Жуаном. Однако этот план провалился.
В 1810 году, в связи с бушевавшей Пиренейской войной, произошла Майская революция, и власть в Буэнос-Айресе взяла в свои руки Первая хунта Аргентины. Монтевидео стал оплотом роялистов, и Регентский совет провозгласил его новой столицей вице-королевства Рио-де-ла-Плата, а Франсиско де Элио — новым вице-королём. Силы революционеров под командованием Мануэля Бельграно пересекли реку Уругвай и сделали своей штаб-квартирой Мерседес. 12 февраля 1811 года Элио объявил о начале боевых действий против Буэнос-Айреса, но 27 февраля 1811 года часть его сил под командованием Артигаса восстала и повернула оружие, присоединившись к войскам Бельграно. 20 марта 1811 года Элио издал декларацию, в которой пригрозил призвать на помощь португальцев в случае, если революционеры не отступят. 18 мая 1811 года Артигас разгромил роялистов в битве при Лас-Пьедрас, и 21 мая началась осада Монтевидео. Не видя иного выхода, Элио обратился за помощью к португальцам.

## Ход событий

Лаплатская низменность в 1811 году. Штриховкой отмечены спорные территории.

Португальцы, готовясь к возможности борьбы за утверждение на троне Рио-де-ла-Платы инфанты Карлоты, ещё с начала 1811 года начали сосредотачивать войска в капитанстве Сан-Педро ду Рио-Гранди-ду-Сул, которые получили название «Обсервационной армии», командовал войсками генерал-капитан Диого де Соуса. По мере развития ситуации в бывших испанских колониях, Де Соуса, оставив небольшое количество войск для защиты Восточных миссий, собрал 4 тысячи солдат в «Армию умиротворения Восточной полосы». Получив в июне просьбу о помощи от Элио, он собрал военный совет, на котором сроком вторжения было избрано 15 июля.
Опоздав на два дня, 17 июля португальские войска начали переправу через реку Жагуаран, чтобы двинуться на юг двумя колоннами (одной из них командовал Хоакин Хавьер Курадо, а другой — Мануэль Маркес де Соуса). 19 июля Диого де Соуса издал прокламацию для жителей Восточной полосы, в которой провозгласил, что португальцы пришли «не для завоевания, а для умиротворения».
23 июля войска Маркеса де Соуса заняли Мело, где в период с 27 июля по 12 августа расположилась вся «Армия умиротворения». Тем временем Хосе Рондо отправили навстречу португальцам два кавалерийских отряда, которые забрали весь скот и лошадей с маршрута португальского наступления.
Двинувшись вперёд, португальские войска пересекли реку Себольяти, и 30 августа вышли к западному берегу озера Лагоа-Мирин, где взяли форт Сан-Мигель и оставили в нём гарнизон. Диого де Соуса бросил 300 кавалеристов к форту Санта-Тереса, который был ещё 5 мая взят революционерами, но он был оставлен гарнизоном ещё 2 августа; жители города Санта-Тереса сожгли город и ушли вместе с гарнизоном форта. 3 октября португальцы заняли Сан-Карлос, а 14 октября — Мальдональдо, ставший штаб-квартирой португальских войск.
В условиях, когда силы революционеров терпели поражения на всех фронтах, а флот роялистов блокировал Буэнос-Айрес, управлявший революционерами Первый триумвират решил 23 сентября предложить перемирие. При посредничестве британского консула в Рио-де-Жанейро лорда Стрэнгфорда 20 октября предложение было принято. По условиям перемирия прекращалась блокада Буэнос-Айреса и Монтевидео, португальские и революционные войска выводились на свою территорию, а находящиеся в Энтре-Риосе города Консепсьон-дель-Уругвай, Гуалегуай и Гуалегуайчу передавались под контроль вице-короля. 21 октября соглашение было ратифицировано Элио, а три дня спустя — Триумвиратом.
Выполняя условия соглашения, португальские стали отходить частью — в Бразилию, а частью — в Энтре-Риос. Значительная часть населения Восточной полосы ушла на запад, не желая оставаться под властью роялистов и португальцев. Артигас и ряд других лидеров не признавали соглашения в принципе, но последовали за большинством населения; часть сил Артигаса, тем не менее, осталась на восточном берегу реки Уругвай. В связи с тем, что помимо основной «Армии умиротворения» на бывшую испанскую территорию также совершали набеги португальские вооружённые группы с территории Восточных миссий, Артигас развернул боевые действия на севере. Диого де Соуса потребовал, чтобы в качестве условий выполнения соглашения о перемирии были распущены войска Артигаса; пока этого не было выполнено — он оставил часть войск в Восточной полосе. Гаспар де Вигоде, назначенный королевским указом новым губернатором Монтевидео, потребовал от Триумвирата предпринять действия против Артигаса. 31 января 1812 года перемирие было сорвано и боевые действия возобновились.
9 января 1812 года Артигас заключил антипортугальский союз с Парагвайской хунтой, а в апреле — с провинцией Корриентес. Парагвайские войска встали на защиту Корриентеса, что позволило им построить береговые батареи на реке Парагвай для предотвращения атаки Асунсьона силами из Монтевидео.
В апреле 1812 года Триумвират проинформировал британского консула в Рио-де-Жанейро лорда Стрэнгфорда о решении отправить Диого де Соуса ультиматум с требованием вывода португальских войск. Артигасу Триумвират отправил 20 тысяч песо и войска, командующим стал Мигуэль Эстанислао Солер.
Диого де Соуса мобилизовал жителей Рио-Гранде в возрасте от 16 до 40 лет, что довело численность его армии до 5 тысяч человек, и 16 марта 1812 года выдвинулся из Мальдональдо на запад. 2 мая «Армия умиротворения» достигла Пайсанду и укрепилась там; во время марша испанские роялистские власти организовали снабжение португальских войск. Войска Артигаса тем временем форсировали реку Уругвай и организовывали нападения на португальские войска во время марша. Однако когда Артигас подошёл к Пайсанду, губернатор Буэнос-Айреса приказал ему вернуться, так как лорду Стрэнгфорду удалось договориться с двором в Рио-де-Жанейро о выводе португальских войск из Восточной полосы.

## Итоги и последствия
Благодаря британскому посредничеству 26 мая 1812 года был подписан трактат Эррера — Рэйдмэйкера. В соответствии с третьей статьёй трактата португальские войска должны были покинуть «испанскую территорию». Вынуждая португальские войска к уходу, трактат не ограничивал Соединённые провинции, которые смогли вновь предпринять активные боевые действия против Монтевидео, поэтому губернатор Гаспар де Вигоде попросил лорда Стрэнгфорда воспрепятствовать ратификации трактата. Опираясь на это, Диого де Соуса отказался выводить португальские войска. Португальцы напали на силы Артигаса и захватили большое количество лошадей. Однако 10 июня Диого де Соуса получил прямой приказ короля, и 13 июня начался вывод португальских войск с территории Восточной полосы. В августе-сентябре все португальские силы были возвращены на территорию Бразилии.
Правительство Буэнос-Айреса попыталось договориться с правительством Монтевидео, но в Монтевидео настаивали на признании верховной власти испанского регентского совета, и потому война между испанскими роялистами и революционерами возобновилась.